# Neobisium spelaeum
Neobisium spelaeum är en spindeldjursart som först beskrevs av Jørgen Matthias Christian Schiødte 1847.  Neobisium spelaeum ingår i släktet Neobisium och familjen helplåtklokrypare.

## Underarter
Arten delas in i följande underarter:
- N. s. istriacum
- N. s. spelaeum